# Апаша
Апаша — река в России, протекает по Республике Башкортостан. Впадает в реку Быстрый Танып.
Длина реки составляет 17 км. Берёт начало у восточной окраины деревни Куш-Имян Янаульского района. Течёт на юг в основном по территории Бураевского района.
На реке также расположены населённые пункты Минлино, Байсакино, Каразириково.
В 0,4 км от устья с правой стороны впадает река Картыкай.

## Данные водного реестра
По данным государственного водного реестра России относится к Камскому бассейновому округу, водохозяйственный участок реки — Белая от города Бирск и до устья, речной подбассейн реки — Белая. Речной бассейн реки — Кама.
Код объекта в государственном водном реестре — 10010201612111100026039.